# Mori Nagayoshi
Mori Nagayoshi (森 長可?; 1558 – 18 maggio 1584) fu un daimyō giapponese del periodo Sengoku, servitore di Oda Nobunaga e fratello maggiore del famoso Mori Ranmaru.

## Biografia
Figlio di Mori Yoshinari (1523-1570) sposò una figlia di Ikeda Nobuteru.
Mentre era al servizio di Oda Nobunaga fu spesso sotto al comando di Oda Nobutada, figlio maggiore di Nobunaga. Combatté nella battaglia di Nagashima nel 1574 e nel 1582 contro i Takeda. Come ricompensa della sua condotta gli furono assegnate delle terre nello Shinano per un valore di 100.000 koku. Fu costretto ad abbandonare quelle terre dopo la morte di Nobunaga nel 1582 e si ritirò a Mino con la sua famiglia, gli Ikeda.
Fu sotto al comando di Ikeda Nobuteru nel 1584 durante la battaglia di Komaki e Nagakute e si unì a lui in una manovra sul fianco predisposta per forzare Tokugawa Ieyasu a ritirarsi dalla provincia di Owari. Vedendo i suoi uomini in difficoltà cavalcò davanti alle proprie linee per incitarli ma fu colpito e ucciso.

## Famiglia
- Padre: Mori Yoshinari (1523-1570)
- Fratelli:
  - Mori Ranmaru (1565-1582)
  - Mori Tadamasa
- Moglie: Ikeda Sen